# Mudalodu, Gauribidanur
Mudalodu là một làng thuộc tehsil Gauribidanur, huyện Chikkaballapur, bang Karnataka, Ấn Độ.